# (2933) Amber
(2933) Amber est un astéroïde de la ceinture principale.

## Description
(2933) Amber est un astéroïde de la ceinture principale. Il fut découvert le 18 avril 1983 à la station Anderson Mesa par Norman G. Thomas. Il présente une orbite caractérisée par un demi-grand axe de 2,61 UA, une excentricité de 0,05 et une inclinaison de 7,2° par rapport à l'écliptique.

## Compléments